# Michael Gordon (rugby à XIII)
Pour les articles homonymes, voir Michael Gordon et Gordon.

a Compétitions nationales et continentales officielles uniquement.

b Matchs officiels uniquement.
Michael Gordon, né le 24 octobre 1983 à Cooma, est un joueur de rugby à XIII australien évoluant au poste d'ailier ou d'arrière dans les années 2000 et 2010.
Professionnel sur le tard, il fait ses débuts avec les Penrith Panthers lors de la saison 2006 en National Rugby League. Il prend la charge de transformer les essais aux côtés de Preston Campbell, au départ de ce dernier en 2007 aux Gold Coast Titans, il est alors le premier choix pour transformer les essais. En 2010, il est le meilleur scoreur de la NRL en 2010 avec 270 points inscrit (seize essais et cent-trois buts). Cette même saison 2010, il dispute avec la Nouvelle-Galles du Sud son premier et unique State of Origin.
Blessé lors des saisons 2011 et 2012, il rejoint alors Cronulla-Sutherland devenant le pointeur de cette équipe, puis de Parramatta en 2016 et enfin les Roosters de Sydney à partir de 2017. Bien qu'ayant été l'un des meilleurs marqueurs de points de l'histoire de la NRL, il n'a jamais été sélectionné en d'équipe d'Australie et n'a jamais disputé de finale de NRL.

## Biographie
Né à Cooma en Nouvelle-Galles du Sud, Michael Gordon a très vite joué au rugby à XIII. Il fait ses débuts avec les Penrith Panthers lors de la saison 2006 au poste d'ailier disputant dix-huit matchs et inscrivant onze essais. Il y inscrit également sept goals mais n'est pas le premier choix en raison de la présence de Preston Campbell. C'est lors de la saison 2007 qu'il devient le botteur officiel de Penrith.
Chaque saison, Michael Gordon est l'un des meilleurs marqueurs de points de la NRL avec en point d'orgue la saison 2010 avec 270 points (seize essais, cent-trois goals) devenant le meilleur marqueur de points de la saison devant
Todd Carney et Benji Marshall. Il se blesse lors des saisons 2011 et 2012, Luke Walsh devient alors le botteur de l'équipe.
Il quitte Penrith pour Cronulla en 2013 et y redevient le botteur d'une équipe. Après trois saisons de bonne facture, il rejoint Parramatta en 2016 puis les Roosters de Sydney en 2017.

## Palmarès
- Collectif :
  - Vainqueur du Country : 2011 et 2013 (Country).

- Individuel :
  - Meilleur scoreur de la National Rugby League : 2010 (Penrith Panthers).

### En club

#### Statistiques
| Saison | Club                       | Compétition           | Matchs | Points | Essais | Goals | Drops |
| ------ | -------------------------- | --------------------- | ------ | ------ | ------ | ----- | ----- |
| 2006   | Penrith Panthers           | National Rugby League | 18     | 58     | 11     | 7     | 0     |
| 2007   | Penrith Panthers           | National Rugby League | 19     | 150    | 9      | 57    | 0     |
| 2008   | Penrith Panthers           | National Rugby League | 15     | 120    | 11     | 38    | 0     |
| 2009   | Penrith Panthers           | National Rugby League | 15     | 126    | 3      | 57    | 0     |
| 2010   | Penrith Panthers           | National Rugby League | 25     | 270    | 16     | 103   | 0     |
| 2011   | Penrith Panthers           | National Rugby League | 9      | 66     | 4      | 25    | 0     |
| 2012   | Penrith Panthers           | National Rugby League | 7      | 8      | 1      | 2     | 0     |
| 2013   | Cronulla-Sutherland Sharks | National Rugby League | 22     | 112    | 8      | 40    | 0     |
| 2014   | Cronulla-Sutherland Sharks | National Rugby League | 24     | 124    | 6      | 50    | 0     |
| 2015   | Cronulla-Sutherland Sharks | National Rugby League | 25     | 164    | 4      | 74    | 0     |
| 2016   | Parramatta Eels            | National Rugby League | 24     | 162    | 5      | 71    | 0     |
| 2017   | Sydney Roosters            | National Rugby League | 22     | 172    | 7      | 72    | 0     |
| 2018   | Gold Coast Titans          | National Rugby League | 20     | 132    | 4      | 58    | 0     |
| 2019   | Gold Coast Titans          | National Rugby League | 16     | 27     | 3      | 27    | 0     |